# 孟業
孟 業（もう ぎょう、生没年不詳）は、北魏末から北斉にかけての官僚。字は敬業。本貫は鉅鹿郡鄡県。

## 人物・経歴
寒門の生まれで、若くして州吏となった。清廉謹直な性格で、同僚たちが官の絹を盗んで、30疋を分け前として孟業に与えようとしたが、孟業は拒否して受け取らなかった。北魏の彭城王元韶が定州刺史に任じられると、孟業はその下で典籤となった。長史の劉仁之が中書令として入朝することとなると、孟業を信任するよう元韶に言い残した。孟業は1頭の馬を持っていたが、痩せ衰えて死んでしまった。元韶は孟業の家が貧しかったことから、州府の官人とともに馬の肉を食わせ、手厚い補償を与えようとした。しかし孟業は固辞して受け取らなかった。後に高歓は孟業を側近に置くよう促す手紙を元韶に送った。劉仁之は西兗州刺史として出向するにあたって、吏部の崔暹に孟業を推挙した。
北斉の天保初年、清河王高岳が司州牧に任じられると、孟業の評判を聞いて召し出し、法曹とした。孟業は短躯であったため、高岳はその外見を卑しみ、笑って言わなかった。後に高岳は孟業の処断の明快ぶりに感心して、態度を改めた。河間王国郎中令に転じた。561年（皇建2年）に東郡太守に転じ、寛容な統治で知られた。後に広平郡太守に転じた。武平末年、太中大夫となり、衛将軍の号を加えられた。まもなく病没した。

## 伝記資料
- 『北斉書』巻46 列伝第38
- 『北史』巻86 列伝第74